# Großer Preis von Japan 1988
Der Große Preis von Japan 1988 (offiziell XIV Fuji Television Japanese Grand Prix) fand am 30. Oktober auf dem Suzuka International Racing Course in Suzuka statt und war das 15. Rennen der Formel-1-Weltmeisterschaft 1988.

## Berichte

### Hintergrund
Da Yannick Dalmas aufgrund einer Erkrankung nicht zur Verfügung stand, bot das Larrousse-Team dem amtierenden Meister der japanischen Formel 3000, Aguri Suzuki, die Gelegenheit, anlässlich seines Heim-Grand-Prix sein Formel-1-Debüt zu absolvieren.
Mit Gerhard Berger (einmal) trat ein ehemaliger Sieger zu diesem Grand Prix an.

### Training

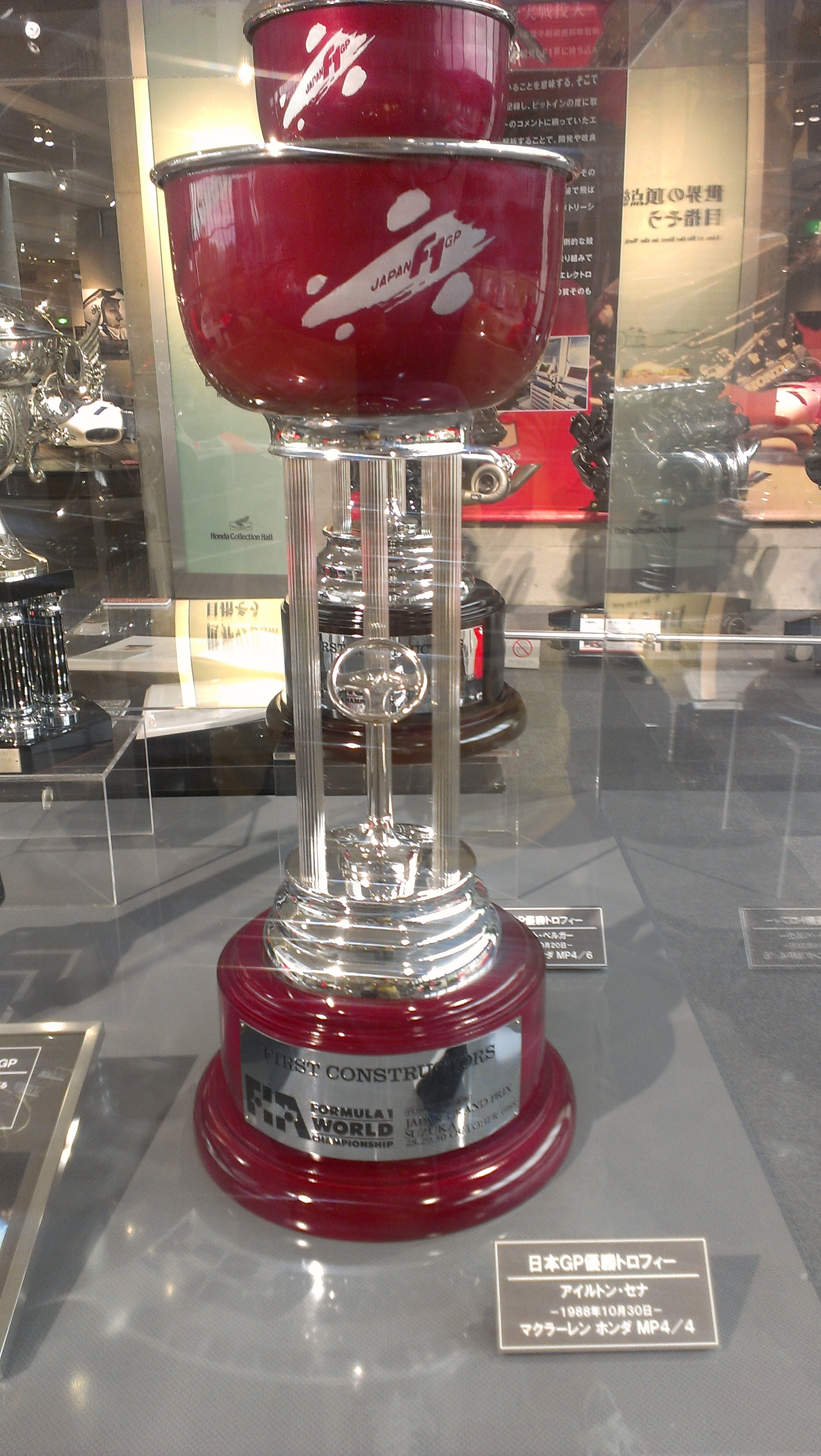
Die Gewinnertrophäe

Die Reihenfolge auf den ersten drei Startplätzen entsprach nach dem Qualifying mit Ayrton Senna vor Alain Prost und Berger dem üblichen Bild der Saison 1988. Auf dem vierten Platz folgte Ivan Capelli vor den beiden Lotus-Piloten Nelson Piquet und Satoru Nakajima.

### Rennen
Am Start versagte zunächst Ayrton Sennas Motor, sodass ein Großteil des Feldes, angeführt von Prost, an ihm vorbeizog. Auf der leicht abschüssigen Start-Ziel-Geraden gelang es Senna, seinen Motor wieder anrollen zu lassen, sodass er das Rennen immerhin als 14. aufnehmen konnte. Bereits nach vier Umläufen befand er sich wieder auf dem vierten Platz. In Runde 20 erreichte er den zweiten Rang hinter seinem Teamkollegen, der zwischenzeitlich kurz durch Capelli von der Spitze verdrängt worden war, jedoch erfolgreich gekontert hatte.
In Runde 28 übernahm Senna die Führung und verteidigte sie bis ins Ziel. Er sicherte sich somit seinen ersten Weltmeistertitel, obwohl Prost, der mit einem Getriebeproblem zu kämpfen hatte, Zweiter wurde. Aufgrund des Punktesystems von 1988 konnte Prost selbst bei einem Sieg in Australien nur drei weitere Punkte zu seiner Gesamtpunktzahl hinzufügen, was ihn auf insgesamt 87 Punkte gebracht hätte. Wenn Senna dann keinen Punkt erzielen würde, wären sie punktgleich, allerdings würde Senna dann immer noch den Titel gewinnen, da er mehr Siege eingefahren hätte (8 zu 7). Der Sieg in Japan war auch Sennas achter Saisonsieg und er übertraf damit den Rekord für Gesamtsiege in einer einzigen Saison, der zuvor von Jim Clark (1963) und Prost (1984) gehalten wurde.
Boutsen erreichte als Dritter vor Berger, Alessandro Nannini und Riccardo Patrese das Ziel. Zur Freude der einheimischen Zuschauer wurde ihr Landsmann Nakajima immerhin Siebter.

## Meldeliste
| Team                           | Nr. | Fahrer             | Chassis           | Motor                    | Reifen |
| ------------------------------ | --- | ------------------ | ----------------- | ------------------------ | ------ |
| Camel Team Lotus Honda         | 01  | Nelson Piquet      | Lotus 100T        | Honda RA168E 1.5 V6t     | G      |
| Camel Team Lotus Honda         | 02  | Satoru Nakajima    | Lotus 100T        | Honda RA168E 1.5 V6t     | G      |
| Tyrrell Racing Organisation    | 03  | Jonathan Palmer    | Tyrrell 017       | Ford Cosworth DFZ 3.5 V8 | G      |
| Tyrrell Racing Organisation    | 04  | Julian Bailey      | Tyrrell 017       | Ford Cosworth DFZ 3.5 V8 | G      |
| Canon Williams Team            | 05  | Nigel Mansell      | Williams FW12     | Judd CV 3.5 V8           | G      |
| Canon Williams Team            | 06  | Riccardo Patrese   | Williams FW12     | Judd CV 3.5 V8           | G      |
| West Zakspeed Racing           | 09  | Piercarlo Ghinzani | Zakspeed 881      | Zakspeed 1500/4 1.5 L4t  | G      |
| West Zakspeed Racing           | 10  | Bernd Schneider    | Zakspeed 881      | Zakspeed 1500/4 1.5 L4t  | G      |
| Honda Marlboro McLaren         | 11  | Alain Prost        | McLaren MP4/4     | Honda RA168E 1.5 V6t     | G      |
| Honda Marlboro McLaren         | 12  | Ayrton Senna       | McLaren MP4/4     | Honda RA168E 1.5 V6t     | G      |
| AGS Racing                     | 14  | Philippe Streiff   | AGS JH23          | Ford Cosworth DFZ 3.5 V8 | G      |
| Leyton House March Racing Team | 15  | Maurício Gugelmin  | March 881         | Judd CV 3.5 V8           | G      |
| Leyton House March Racing Team | 16  | Ivan Capelli       | March 881         | Judd CV 3.5 V8           | G      |
| USF&G Arrows Megatron          | 17  | Derek Warwick      | Arrows A10B       | Megatron M12/13 1.5 L4t  | G      |
| USF&G Arrows Megatron          | 18  | Eddie Cheever      | Arrows A10B       | Megatron M12/13 1.5 L4t  | G      |
| Benetton Formula Ltd           | 19  | Alessandro Nannini | Benetton B188     | Ford Cosworth DFR 3.5 V8 | G      |
| Benetton Formula Ltd           | 20  | Thierry Boutsen    | Benetton B188     | Ford Cosworth DFR 3.5 V8 | G      |
| Osella Squadra Corse           | 21  | Nicola Larini      | Osella FA1L       | Osella 890T 1.5 V8t      | G      |
| Rial Racing                    | 22  | Andrea de Cesaris  | Rial ARC1         | Ford Cosworth DFZ 3.5 V8 | G      |
| Lois Minardi Team              | 23  | Pierluigi Martini  | Minardi M188      | Ford Cosworth DFZ 3.5 V8 | G      |
| Lois Minardi Team              | 24  | Luis Pérez-Sala    | Minardi M188      | Ford Cosworth DFZ 3.5 V8 | G      |
| Ligier Loto                    | 25  | René Arnoux        | Ligier JS31       | Judd CV 3.5 V8           | G      |
| Ligier Loto                    | 26  | Stefan Johansson   | Ligier JS31       | Judd CV 3.5 V8           | G      |
| Scuderia Ferrari SpA SEFAC     | 27  | Michele Alboreto   | Ferrari F1-87/88C | Ferrari 033E 1.5 V6t     | G      |
| Scuderia Ferrari SpA SEFAC     | 28  | Gerhard Berger     | Ferrari F1-87/88C | Ferrari 033E 1.5 V6t     | G      |
| Larrousse Calmels              | 29  | Aguri Suzuki       | Lola LC88         | Ford Cosworth DFZ 3.5 V8 | G      |
| Larrousse Calmels              | 30  | Philippe Alliot    | Lola LC88         | Ford Cosworth DFZ 3.5 V8 | G      |
| Coloni SpA                     | 31  | Gabriele Tarquini  | Coloni FC188      | Ford Cosworth DFZ 3.5 V8 | G      |
| EuroBrun Racing                | 32  | Oscar Larrauri     | EuroBrun ER188    | Ford Cosworth DFZ 3.5 V8 | G      |
| EuroBrun Racing                | 33  | Stefano Modena     | EuroBrun ER188    | Ford Cosworth DFZ 3.5 V8 | G      |
| BMS Scuderia Italia            | 36  | Alex Caffi         | Dallara F188      | Ford Cosworth DFZ 3.5 V8 | G      |

## Klassifikationen

### Qualifying
| Pos. | Fahrer             | Konstrukteur    | Vorqualifikation | Vorqualifikation  | 1. Qualifikationstraining | 1. Qualifikationstraining | 2. Qualifikationstraining | 2. Qualifikationstraining | Start |
| Pos. | Fahrer             | Konstrukteur    | Zeit             | Ø-Geschwindigkeit | Zeit                      | Ø-Geschwindigkeit         | Zeit                      | Ø-Geschwindigkeit         | Start |
| ---- | ------------------ | --------------- | ---------------- | ----------------- | ------------------------- | ------------------------- | ------------------------- | ------------------------- | ----- |
| 01   | Ayrton Senna       | McLaren-Honda   | –                | –                 | 1:42,157                  | 206,470 km/h              | 1:41,853                  | 207,087 km/h              | 01    |
| 02   | Alain Prost        | McLaren-Honda   | –                | –                 | 1:43,806                  | 203,191 km/h              | 1:42,177                  | 206,430 km/h              | 02    |
| 03   | Gerhard Berger     | Ferrari         | –                | –                 | 1:43,548                  | 203,697 km/h              | 1:43,353                  | 204,081 km/h              | 03    |
| 04   | Ivan Capelli       | March-Judd      | –                | –                 | 1:44,583                  | 201,681 km/h              | 1:43,605                  | 203,585 km/h              | 04    |
| 05   | Nelson Piquet      | Lotus-Honda     | –                | –                 | 1:45,171                  | 200,553 km/h              | 1:43,693                  | 203,412 km/h              | 05    |
| 06   | Satoru Nakajima    | Lotus-Honda     | –                | –                 | 1:45,156                  | 200,582 km/h              | 1:43,693                  | 203,412 km/h              | 06    |
| 07   | Derek Warwick      | Arrows-Megatron | –                | –                 | 1:46,915                  | 197,282 km/h              | 1:43,816                  | 203,171 km/h              | 07    |
| 08   | Nigel Mansell      | Williams-Judd   | –                | –                 | 1:44,448                  | 201,942 km/h              | 1:43,893                  | 203,020 km/h              | 08    |
| 09   | Michele Alboreto   | Ferrari         | –                | –                 | 1:44,909                  | 201,054 km/h              | 1:43,972                  | 202,866 km/h              | 09    |
| 10   | Thierry Boutsen    | Benetton-Ford   | –                | –                 | 1:44,882                  | 201,106 km/h              | 1:44,499                  | 201,843 km/h              | 10    |
| 11   | Riccardo Patrese   | Williams-Judd   | –                | –                 | 1:45,510                  | 199,909 km/h              | 1:44,555                  | 201,735 km/h              | 11    |
| 12   | Alessandro Nannini | Benetton-Ford   | –                | –                 | 1:45,047                  | 200,790 km/h              | 1:44,611                  | 201,627 km/h              | 12    |
| 13   | Maurício Gugelmin  | March-Judd      | –                | –                 | 1:45,138                  | 200,616 km/h              | 1:45,156                  | 200,582 km/h              | 13    |
| 14   | Andrea de Cesaris  | Rial-Ford       | –                | –                 | 1:48,393                  | 194,592 km/h              | 1:45,558                  | 199,818 km/h              | 14    |
| 15   | Eddie Cheever      | Arrows-Megatron | –                | –                 | 1:45,845                  | 199,276 km/h              | 1:46,189                  | 198,631 km/h              | 15    |
| 16   | Jonathan Palmer    | Tyrrell-Ford    | –                | –                 | 1:47,828                  | 195,612 km/h              | 1:45,916                  | 199,143 km/h              | 16    |
| 17   | Pierluigi Martini  | Minardi-Ford    | –                | –                 | 1:47,638                  | 195,957 km/h              | 1:46,449                  | 198,146 km/h              | 17    |
| 18   | Philippe Streiff   | AGS-Ford        | –                | –                 | 1:47,583                  | 196,057 km/h              | 1:46,486                  | 198,077 km/h              | 18    |
| 19   | Philippe Alliot    | Lola-Ford       | –                | –                 | 1:47,057                  | 197,020 km/h              | 1:46,521                  | 198,012 km/h              | 19    |
| 20   | Aguri Suzuki       | Lola-Ford       | –                | –                 | 1:48,448                  | 194,493 km/h              | 1:46,920                  | 197,273 km/h              | 20    |
| 21   | Alex Caffi         | Dallara-Ford    | 1:49,099         | 193,333 km/h      | 1:47,813                  | 195,639 km/h              | 1:46,982                  | 197,158 km/h              | 21    |
| 22   | Luis Pérez-Sala    | Minardi-Ford    | –                | –                 | 1:48,769                  | 193,919 km/h              | 1:47,134                  | 196,879 km/h              | 22    |
| 23   | René Arnoux        | Ligier-Judd     | –                | –                 | 1:49,165                  | 193,216 km/h              | 1:47,193                  | 196,770 km/h              | 23    |
| 24   | Nicola Larini      | Osella          | 1:50,288         | 191,248 km/h      | 1:48,706                  | 194,032 km/h              | 1:47,547                  | 196,123 km/h              | 24    |
| 25   | Bernd Schneider    | Zakspeed        | –                | –                 | 1:49,897                  | 191,929 km/h              | 1:47,599                  | 196,028 km/h              | 25    |
| 26   | Julian Bailey      | Tyrrell-Ford    | –                | –                 | 1:49,420                  | 192,765 km/h              | 1:48,589                  | 194,241 km/h              | 26    |
| DNQ  | Stefan Johansson   | Ligier-Judd     | –                | –                 | 1:49,127                  | 193,283 km/h              | 1:48,716                  | 194,014 km/h              | –     |
| DNQ  | Oscar Larrauri     | EuroBrun-Ford   | 1:50,942         | 190,121 km/h      | 1:50,224                  | 191,359 km/h              | 1:49,265                  | 193,039 km/h              | –     |
| DNQ  | Piercarlo Ghinzani | Zakspeed        | –                | –                 | 1:49,706                  | 192,263 km/h              | 1:50,550                  | 190,795 km/h              | –     |
| DNQ  | Stefano Modena     | EuroBrun-Ford   | 1:51,141         | 189,781 km/h      | 1:49,810                  | 192,081 km/h              | 1:50,047                  | 191,667 km/h              | –     |
| DNPQ | Gabriele Tarquini  | Coloni-Ford     | 1:52,234         | 187,932 km/h      | keine Zeit                | –                         | keine Zeit                | –                         | –     |

### Rennen
| Pos. | Fahrer             | Konstrukteur    | Runden | Stopps | Zeit        | Start | Schnellste Runde |
| ---- | ------------------ | --------------- | ------ | ------ | ----------- | ----- | ---------------- |
| 01   | Ayrton Senna       | McLaren-Honda   | 51     | 0      | 1:33:26,173 | 01    | 1:46,326         |
| 02   | Alain Prost        | McLaren-Honda   | 51     | 0      | + 13,363    | 02    | 1:46,482         |
| 03   | Thierry Boutsen    | Benetton-Ford   | 51     | 0      | + 36,109    | 10    | 1:47,161         |
| 04   | Gerhard Berger     | Ferrari         | 51     | 0      | + 1:26,714  | 03    | 1:48,655         |
| 05   | Alessandro Nannini | Benetton-Ford   | 51     | 0      | + 1:30,603  | 12    | 1:47,991         |
| 06   | Riccardo Patrese   | Williams-Judd   | 51     | 0      | + 1:37,615  | 11    | 1:48,289         |
| 07   | Satoru Nakajima    | Lotus-Honda     | 50     | 0      | + 1 Runde   | 06    | 1:48,660         |
| 08   | Philippe Streiff   | AGS-Ford        | 50     | 0      | + 1 Runde   | 18    | 1:49,218         |
| 09   | Philippe Alliot    | Lola-Ford       | 50     | 0      | + 1 Runde   | 19    | 1:48,913         |
| 10   | Maurício Gugelmin  | March-Judd      | 50     | 0      | + 1 Runde   | 13    | 1:48,780         |
| 11   | Michele Alboreto   | Ferrari         | 50     | 0      | + 1 Runde   | 09    | 1:49,014         |
| 12   | Jonathan Palmer    | Tyrrell-Ford    | 50     | 0      | + 1 Runde   | 16    | 1:48,138         |
| 13   | Pierluigi Martini  | Minardi-Ford    | 49     | 0      | + 2 Runden  | 17    | 1:50,483         |
| 14   | Julian Bailey      | Tyrrell-Ford    | 49     | 0      | + 2 Runden  | 26    | 1:51,638         |
| 15   | Luis Pérez-Sala    | Minardi-Ford    | 49     | 0      | + 2 Runden  | 22    | 1:50,553         |
| 16   | Aguri Suzuki       | Lola-Ford       | 48     | 0      | + 3 Runden  | 20    | 1:50,642         |
| 17   | René Arnoux        | Ligier-Judd     | 48     | 0      | + 3 Runden  | 23    | 1:52,062         |
| –    | Andrea de Cesaris  | Rial-Ford       | 36     | 0      | DNF         | 14    | 1:49,478         |
| –    | Eddie Cheever      | Arrows-Megatron | 35     | 0      | DNF         | 15    | 1:48,734         |
| –    | Nicola Larini      | Osella          | 34     | 0      | DNF         | 24    | 1:51,570         |
| –    | Nelson Piquet      | Lotus-Honda     | 34     | 0      | DNF         | 05    | 1:48,402         |
| –    | Nigel Mansell      | Williams-Judd   | 24     | 0      | DNF         | 08    | 1:48,317         |
| –    | Alex Caffi         | Dallara-Ford    | 22     | 0      | DNF         | 21    | 1:50,762         |
| –    | Ivan Capelli       | March-Judd      | 19     | 0      | DNF         | 04    | 1:47,375         |
| –    | Derek Warwick      | Arrows-Megatron | 16     | 0      | DNF         | 07    | 1:50,583         |
| –    | Bernd Schneider    | Zakspeed        | 14     | 0      | DNF         | 25    | 1:51,435         |

## WM-Stände nach dem Rennen
Die ersten sechs des Rennens bekamen 9, 6, 4, 3, 2 bzw. 1 Punkt(e). Streichresultate sind in Klammern gesetzt. In der Fahrerwertung wurden die besten elf Resultate, in der Konstrukteurswertung alle Resultate gewertet.

### Fahrerwertung
| Pos. | Fahrer             | Konstrukteur    | Punkte  |
| ---- | ------------------ | --------------- | ------- |
| 01   | Ayrton Senna       | McLaren-Honda   | 87 (88) |
| 02   | Alain Prost        | McLaren-Honda   | 84 (96) |
| 03   | Gerhard Berger     | Ferrari         | 41      |
| 04   | Thierry Boutsen    | Benetton-Ford   | 25      |
| 05   | Michele Alboreto   | Ferrari         | 24      |
| 06   | Nelson Piquet      | Lotus-Honda     | 18      |
| 07   | Derek Warwick      | Arrows-Megatron | 17      |
| 08   | Ivan Capelli       | March-Judd      | 16      |
| 09   | Nigel Mansell      | Williams-Judd   | 12      |
| 10   | Alessandro Nannini | Benetton-Ford   | 12      |
| 11   | Eddie Cheever      | Arrows-Megatron | 6       |
| 12   | Riccardo Patrese   | Williams-Judd   | 5       |
| 13   | Jonathan Palmer    | Tyrrell-Ford    | 5       |
| 14   | Maurício Gugelmin  | March-Judd      | 5       |
| 15   | Andrea de Cesaris  | Rial-Ford       | 3       |
| 16   | Pierluigi Martini  | Minardi-Ford    | 1       |
| 17   | Satoru Nakajima    | Lotus-Honda     | 1       |
| 18   | Yannick Dalmas     | Lola-Ford       | 0       |

| Pos. | Fahrer               | Konstrukteur  | Punkte |
| ---- | -------------------- | ------------- | ------ |
| 19   | Alex Caffi           | Dallara-Ford  | 0      |
| 20   | Martin Brundle       | Williams-Judd | 0      |
| 21   | Luis Pérez-Sala      | Minardi-Ford  | 0      |
| 22   | Gabriele Tarquini    | Coloni-Ford   | 0      |
| 23   | Stefan Johansson     | Ligier-Judd   | 0      |
| 24   | Philippe Alliot      | Lola-Ford     | 0      |
| 25   | Philippe Streiff     | AGS-Ford      | 0      |
| 26   | Julian Bailey        | Tyrrell-Ford  | 0      |
| 27   | Nicola Larini        | Osella        | 0      |
| 28   | René Arnoux          | Ligier-Judd   | 0      |
| 29   | Stefano Modena       | EuroBrun-Ford | 0      |
| 30   | Jean-Louis Schlesser | Williams-Judd | 0      |
| 31   | Bernd Schneider      | Zakspeed      | 0      |
| 32   | Oscar Larrauri       | EuroBrun-Ford | 0      |
| 33   | Piercarlo Ghinzani   | Zakspeed      | 0      |
| 34   | Adrián Campos        | Minardi-Ford  | 0      |
| 35   | Aguri Suzuki         | Lola-Ford     | 0      |

### Konstrukteurswertung
| Pos. | Konstrukteur    | Punkte |
| ---- | --------------- | ------ |
| 01   | McLaren-Honda   | 184    |
| 02   | Ferrari         | 65     |
| 03   | Benetton-Ford   | 37     |
| 04   | Arrows-Megatron | 23     |
| 05   | March-Judd      | 21     |
| 06   | Lotus-Honda     | 19     |
| 07   | Williams-Judd   | 17     |
| 08   | Tyrrell-Ford    | 5      |
| 09   | Rial-Ford       | 3      |

| Pos. | Konstrukteur  | Punkte |
| ---- | ------------- | ------ |
| 10   | Minardi-Ford  | 1      |
| 11   | Lola-Ford     | 0      |
| 12   | Dallara-Ford  | 0      |
| 13   | Coloni-Ford   | 0      |
| 14   | Ligier-Judd   | 0      |
| 15   | AGS-Ford      | 0      |
| 15   | Osella        | 0      |
| 17   | EuroBrun-Ford | 0      |
| 18   | Zakspeed      | 0      |